# Begonia alicida
Begonia alicida é uma espécie de Begonia.